# Microcorsini
Los microcorsinos (Microcorsini) son una tribu de lepidópteros ditrisios de la familia Tortricidae.

## Géneros
- Cryptaspasma.